# Музей образотворчих мистецтв (Хошимін)

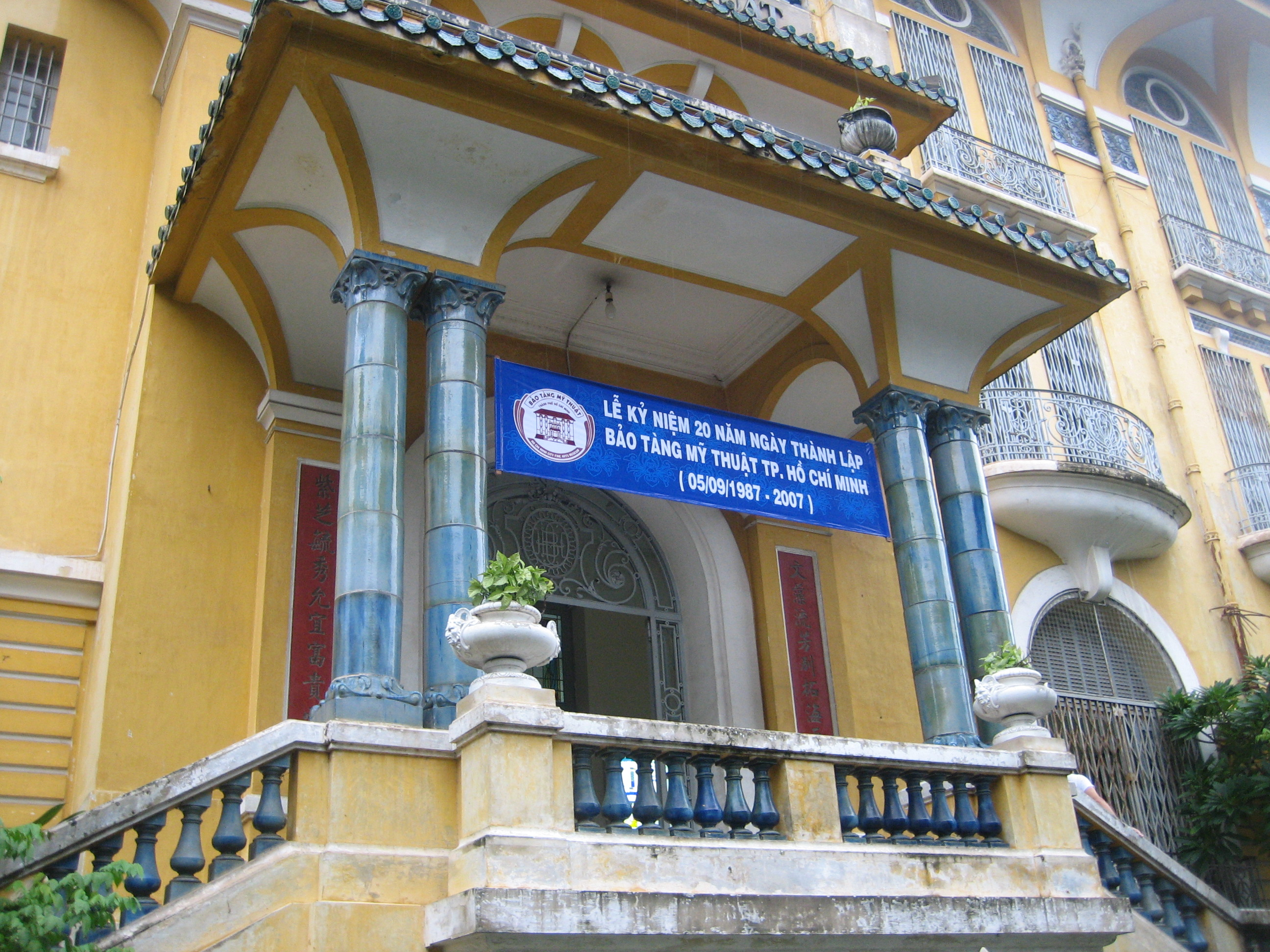
Музей образотворчих мистецтв у Хошиміні

Музей образотворчих мистецтв у Хошиміні — найбільший художній музей у місті Хошимін, і другий за розмірами у В'єтнамі після Національного музею образотворчих мистецтв в Ханої.
Музей займає три поверхи будівлі, де розміщені колекції, що представляють в'єтнамське мистецтво (скульптура, масло, розпис по шовку і лаковий живопис, а також традиційні стилі, включаючи гравюри на дереві, в'єтнамську кераміку і колекцію стародавнього буддійського мистецтва). На першому поверсі також розташована торгова галерея творами мистецтв. Археологічні експонати, такі як деякі з найкращих в країні артефактів королівства Чампа та культури Ок Ео, представлені на третьому поверсі.